# Liste der ursprungsgeschützten Produkte Portugals
Die Liste der ursprungsgeschützten Produkte Portugals führt die Produkte aus Portugal auf, die mit einer geschützten Ursprungsbezeichnung (g.U./por.; DOP/ eng.: PDO) bei der EU registriert sind.
Die Liste enthält die 69 portugiesischen Produkte, die am 1. August 2025 mit geschützter Ursprungsbezeichnung bei der EU registriert waren.

## Butter
| Name                | Herkunft | Registrierungsdatum |
| ------------------- | -------- | ------------------- |
| Manteiga dos Açores | Azoren   | 24. November 2023   |

## Fleisch
| Name                                                          | Herkunft | Registrierungsdatum | Erläuterung                                                     |
| ------------------------------------------------------------- | --- | ------------------- | --------------------------------------------------------------- |
| Presunto de Barrancos/ Paleta de Barrancos                    | Barrancos | 21. Juni 1996       | luftgetrocknete Schinkenspezialität vom Porco Alentejano (DOP)  |
| Presunto do Alentejo/ Paleta do Alentejo                      | alle Kreise im Distrikt Évora, fast alle Kreise der Distrikte Portalegre und Beja, und einzelne Kreise der Distrikte Castelo Branco, Santarém, Guarda, Setúbal und Faro | 26. September 2008  | luftgetrocknete Schinkenspezialität vom Porco Alentejano (DOP)  |
| Carne de Bravo do Ribatejo                                    | Ribatejo | 8. November 2013    | Rinderrasse Bravo do Ribatejo                                   |
| Cordeiro Mirandês/ Canhono Mirandês                           | Miranda do Douro | 8. November 2012    | Schafrasse Cordeiro Mirandês, auf Mirandesisch Canhono Mirandês |
| Carne de Bísaro Transmontano oder Carne de Porco Transmontano | Trás-os-Montes | 15. Dezember 2007   | Schweinerasse Bísara                                            |
| Carne de Porco Alentejano                                     | Alentejo | 5. April 2003       | Porco Alentejano, eine Unterart des Iberischen Schweins         |
| Carne da Charneca                                             | Alentejo und Ribatejo | 22. August 2002     | Rinderrasse Charneca                                            |
| Carne Cachena da Peneda                                       | Arcos de Valdevez und Ponte da Barca | 28. Februar 2002    | Rinderrasse Cachena da Peneda                                   |
| Cabrito Transmontano                                          | Trás-os-Montes | 14. November 1996   | Ziegenrasse Cabrito Transmontano                                |
| Carne Barrosã                                                 | Boticas | 14. November 1996   | Rinderrasse Carne Barrosã                                       |
| Carne Mirandesa                                               | Miranda do Douro | 14. November 1996   | Rinderrasse Mirandesa                                           |
| Borrego Serra da Estrela                                      | Serra da Estrela | 13. November 1996   | Schafrasse der Serra da Estrela                                 |
| Carne Maronesa                                                | Distrikt Vila Real | 2. Juli 1996        | Rinderrasse Maronesa                                            |
| Carne Mertolenga                                              | Mértola | 21. Juni 1996       | Rinderrasse Mertolenga                                          |
| Borrego Terrincho                                             | Grijó de Vale Benfeito | 21. Juni 1996       | Schafrasse Terrincho                                            |
| Cordeiro Bragançano                                           | Bragança | 21. Juni 1996       | Schafrasse Bragançano                                           |
| Carne Arouquesa                                               | Arouca (Verbandssitz in Cinfães) | 21. Juni 1996       | Rinderrasse Arouquesa                                           |
| Carnalentejana                                                | Alentejo und einige Kreise der Distrikte Setúbal, Santarém und Castelo Branco                                                                                           | 21. Juni 1996       | Rinderrasse Carnalentejana, auch Raça Alentejana                |
| Carne Marinhoa                                                | Distrikt Aveiro | 21. Juni 1996       | Rinderrasse Marinhoa                                            |
| Carne Ramo Grande                                             | Azoren | 31. Januar 2022     | Rinderrasse Ramo Grande                                         |

## Gemüse
| Name                   | Herkunft                | Registrierungsdatum |
| ---------------------- | ----------------------- | ------------------- |
| Batata-Doce da Madeira | Madeira und Porto Santo | 05. Juli 2024       |
| Cebola da Madeira      | Madeira und Porto Santo | 28. November 2023   |

## Honig
| Name                          | Herkunft                                                                | Registrierungsdatum |
| ----------------------------- | ----------------------------------------------------------------------- | ------------------- |
| Mel de Barroso                | Gemeinden im Kreis Boticas                                              | 21. Juni 1996       |
| Mel do Ribatejo Norte         | Nordteil der historischen Provinz Ribatejo, Teile des Distriktes Leiria | 21. Juni 1996       |
| Mel da Serra da Lousã         | Lousã und Umland der Serra da Lousã                                     | 21. Juni 1996       |
| Mel do Parque de Montezinho   | Naturpark Montesinho bei Bragança                                       | 21. Juni 1996       |
| Mel das Terras Altas do Minho | Kreise der historischen Provinz Minho                                   | 21. Juni 1996       |
| Mel da Terra Quente           | Mirandela und Umland                                                    | 21. Juni 1996       |
| Mel da Serra de Monchique     | Serra de Monchique                                                      | 21. Juni 1996       |
| Mel do Alentejo               | Alentejo                                                                | 21. Juni 1996       |
| Mel dos Açores                | Azoren                                                                  | 21. Juni 1996       |

## Käse und Frischkäse
| Name                         | Herkunft                                                | Registrierungsdatum | Erläuterungen                                                                     |
| ---------------------------- | ------------------------------------------------------- | ------------------- | --------------------------------------------------------------------------------- |
| Queijo de Azeitão            | Azeitão                                                 | 21. Juni 1996       | milder Schafskäse                                                                 |
| Queijo de cabra transmontano | Trás-os-Montes e Alto Douro                             | 2. Juli 1996        | Schafskäse der Schafsrasse Serrana                                                |
| Queijo de Évora              | Distrikt Évora                                          | 21. Juni 1996       | leicht würziger Schafskäse                                                        |
| Queijo de Nisa               | Nisa                                                    | 21. Juni 1996       | kräftiger halbfester Schafskäse                                                   |
| Queijo do Pico               | Azoreninsel Pico                                        | 19. Juni 1998       | milder Weichkäse aus Kuhmilch                                                     |
| Queijo Rabaçal               | Rabaçal                                                 | 21. Juni 1996       | aus Schafs- und Ziegenmilch                                                       |
| Queijo S. Jorge              | Azoreninsel São Jorge                                   | 13. November 1996   | würzig-kräftiger Hartkäse aus Kuhmilch                                            |
| Queijo Serpa                 | Distrikt Beja und fünf Gemeinden des Distriktes Setúbal | 21. Juni 1996       | halbfester Schafskäse                                                             |
| Queijo Serra da Estrela      | Serra da Estrela                                        | 21. Juni 1996       | nur aus Milch der Schafsrassen Bordaleira Serra da Estrela und Churra Mondegueira |
| Queijo Terrincho             | Distrikt Bragança                                       | 21. Juni 1996       | Schafskäse der Schafsrasse Churra da Terra Quente                                 |
| Queijo da Beira Baixa (1)    | Distrikt Castelo Branco                                 | 21. Juni 1996       | Schutzbegriff für drei einzeln geschützte Schafskäse (1)                          |
| Travia da Beira Baixa        | Distrikt Castelo Branco                                 | 5. November 2013    | Frischkäse, aus der Molke der Queijos da Beira Baixa                              |
| Requeijão da Beira Baixa     | Beira Baixa                                             | 1. April 2014       | Frischkäse, aus der Molke der Queijos da Beira Baixa                              |
| Requeijão Serra da Estrela   | Serra da Estrela                                        | 5. Februar 2005     | Frischkäse, aus der Molke der Queijos Serra da Estrela                            |

(1) Unter dem Namen Queijos da Beira Baixa wurden drei Käsesorten geschützt: Queijo de Castelo Branco (Schafskäse), Queijo Amarelo da Beira Baixa (aromatisch, aus Schafs- und Ziegenmilch) und Queijo Picante da Beira Baixa (halbfest, scharf und aromatisch, aus Schafs- und/oder Ziegenmilch). Der Name Queijo da Beira Baixa nimmt Bezug auf die historische Region Beira Baixa, aus der die Sorten stammen.

## Obst
| Art       | Name                            | Herkunft                                        | Registrierungsdatum |
| --------- | ------------------------------- | ----------------------------------------------- | ------------------- |
| Apfel     | Maçã Riscadinha de Palmela      | Palmela                                         | 20. November 2013   |
| Birne     | Pêra Rocha do Oeste             | Region Oeste                                    | 19. März 2003       |
| Cherimoya | Anona da Madeira                | Madeira                                         | 6. Juni 2000        |
| Maracuja  | Maracujá dos Açores/S. Miguel   | São Miguel                                      | 13. November 1996   |
| Kirsche   | Cereja de São Julião-Portalegre | São Julião (Portalegre) und umgebende Gemeinden | 21. Juni 1996       |
| Apfel     | Maçã Bravo de Esmolfe           | Esmolfe                                         | 21. Juni 1996       |
| Pflaume   | Ameixa d'Elvas                  | Elvas                                           | 21. Juni 1996       |
| Ananas    | Ananás dos Açores/São Miguel    | São Miguel                                      | 21. Juni 1996       |

## Olivenkonserven
| Name                                         | Herkunft              | Registrierungsdatum |
| -------------------------------------------- | --------------------- | ------------------- |
| Azeitona de Conserva Negrinha de Freixo      | Torre de Moncorvo     | 21. Juni 1996       |
| Azeitonas de Conserva de Elvas e Campo Maior | Elvas und Campo Maior | 16. Februar 2007    |

## Olivenöle
| Name                          | Herkunft | Registrierungsdatum |
| ----------------------------- | --- | ------------------- |
| Azeite de Moura               | Moura | 21. Juni 1996       |
| Azeite de Trás-os-Montes      | Trás-os-Montes | 21. Juni 1996       |
| Azeite do Alentejo Interior   | Portel, Viana do Alentejo, Alvito, Beja, Cuba, Ferreira do Alentejo, Vidigueira, Aljustrel (nur Gemeinde), Ervidel, São João de Negrilhos, Entradas, Alcaria Ruiva und Torrão | 16. Februar 2007    |
| Azeites da Beira Interior (1) | Beira Baixa und Beira Alta | 13. November 1996   |
| Azeites do Norte Alentejano   | Nord-Alentejo | 11. Mai 2005        |
| Azeites do Ribatejo           | Ribatejo | 13. November 1996   |

(1) Azeite da Beira Alta und Azeite da Beira Beixa wurden als zwei eigene Produkte registriert, unter dem gemeinsamen Schutzbegriff Azeites da Beira Interior. Dieser geht zurück auf die Bezeichnung Beira Interior für die historischen Provinzen Beira Alta und Beira Baixa.

## Trockenfrüchte und Nüsse
| Art         | Name                        | Herkunft                | Registrierungsdatum |
| ----------- | --------------------------- | ----------------------- | ------------------- |
| Esskastanie | Castanha dos Soutos da Lapa | Trancoso                | 21. Juni 1996       |
| Esskastanie | Castanha Marvão-Portalegre  | Marvão und Umland       | 21. Juni 1996       |
| Esskastanie | Castanha da Terra Fria      | Kreis Bragança          | 21. Juni 1996       |
| Esskastanie | Castanha da Padrela         | Carrazedo de Montenegro | 21. Juni 1996       |
| Mandeln     | Amêndoa Douro               | Alto Douro              | 21. Juni 1996       |

## Salz
| Name                                        | Herkunft           | Registrierungsdatum |
| ------------------------------------------- | ------------------ | ------------------- |
| Sal de Tavira / Flor de Sal de Tavira       | Tavira             | 20. November 2013   |
| Sal de Rio Maior / Flor de Sal de Rio Maior | Gemeinde Rio Maior | 23. Mai 2025        |

## Quelle
- Liste der DOP-geschützten Produkte Portugals bei der EU (dt.)